# Eunomia facsiatella
Eunomia facsiatella är en fjärilsart som beskrevs av Ménétriés 1857. Eunomia facsiatella ingår i släktet Eunomia och familjen björnspinnare. Inga underarter finns listade i Catalogue of Life.